# Будище (Черниговский район)
Буди́ще (укр. Буди́ще) — село Черниговского района Черниговской области Украины. Население 50 человек.
Код КОАТУУ: 7425580802. Почтовый индекс: 15546. Телефонный код: +380 462.

## Власть
Орган местного самоуправления — Боровиковский сельский совет. Почтовый адрес: 15546, Черниговская обл., Черниговский р-н, с. Боровики, ул. Советская (Радянська), 6